# Pseudotyrannochthonius jonesi
Espèce
Synonymes
- Tubbichthonius jonesi Chamberlin, 1962

Pseudotyrannochthonius jonesi est une espèce de pseudoscorpions de la famille des Pseudotyrannochthoniidae.

## Distribution
Cette espèce est endémique de Nouvelle-Galles du Sud en Australie. Elle se rencontre dans les Jenolan Caves.

## Description
La femelle holotype mesure 3,12 mm.

## Étymologie
Cette espèce est nommée en l'honneur de Walter B. Jones.

## Publication originale
- Chamberlin, 1962 : New and little-known false scorpions, principally from caves, belonging to the families Chthoniidae and Neobisiidae (Arachnida, Chelonethida). Bulletin of the American Museum of Natural History, no 123, p. 303-352 (texte intégral).